# Suedehead

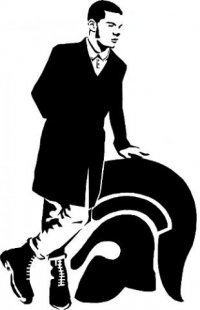
Disegno raffigurante un Suedehead con a fianco l'elmo troiano, simbolo dei Trojan Skinheads

Suedehead è il nome di appartenenza a un movimento giovanile nato in Regno Unito nei primi anni settanta, che trae ispirazione da movimenti precedenti come quello dei mod e dei primi skinhead ma, al contrario di questi ultimi, non pone l'accento sulla rivalsa sociale tra le classi ma si concentra esclusivamente sull'aspetto sempre curato e la passione per la musica nera ascoltata dai mod durante i sessanta.
La caratteristica distintiva di questo movimento sono i capelli tagliati non a zero bensì lasciati lunghi circa tre o quattro millimetri (da qui il termine suedehead che in lingua inglese è letteralmente "testa scamosciata") e l'utilizzo di capi d'abbigliamento vicini all'ambiente mod, come completi tonic, camicie tipicamente a quadretti, Levi's Sta-prest e impermeabili crombie, abbinandovi spesso dettagli come cravatte e pochette da taschino in tinta tra loro, o la tipica bombetta inglese con il bastone da passeggio, imitando lo stile gentleman delle classi sociali abbienti. Ai piedi erano soliti abbinare mocassini loafer o brogue ma anche anfibi, tipo Dr. Martens, con la particolarità dei calzini colorati in abbinamento al completo.
Musicalmente prediligono suoni giamaicani come lo ska e l'early reggae, uniti a quelli contemporanei del northern soul principalmente degli anni sessanta.
Gli suedehead durarono solamente qualche anno, venendo inglobati da sottoculture più numerose come skinhead e mod in seguito ai rispettivi revival di fine anni settanta, ma lasciarono comunque forte ricordo nella società tanto che nel 1988 venne loro dedicata una canzone dal cantante britannico Morrissey; così pure Paul Weller, cantante britannico ex voce dei The Jam e Style Council, ha dichiarato che prima di adottare un'attitudine ed un'estetica mod era solito indossare l'abbigliamento tipico suedehead.